# شارلوت وود
شارلوت وود (بالإنجليزية: Charlotte Wood)‏‏ (1965 في كوما - ) روائية، وصحفية من أستراليا.